# Stenorhynchus lanceolatus
Stenorhynchus lanceolatus is een krabbensoort uit de familie van de Inachidae. De wetenschappelijke naam van de soort is voor het eerst geldig gepubliceerd in 1837 door Brullé.